# The Devil and God Are Raging Inside Me
The Devil and God Are Raging Inside Me (с англ. — «Дьявол и Бог бушуют внутри меня») — третий студийный альбом американской рок-группы Brand New. Он был записан с 2005 по 2006 год в студиях на Лонг-Айленде и в Массачусетсе с продюсером Майком Сапоне и выпущен 21 ноября 2006 года на лейбле Interscope Records, что стало их дебютом на мейджор-лейбле. Альбом появился после утечки в Интернет нескольких незаконченных демозаписей, которые должны были стать ранними набросками предстоящей пластинки. Были выпущены два сингла с альбома — «Sowing Season» 21 ноября 2006 года и «Jesus Christ» 30 апреля 2007 года. Альбом достиг пика, достигнув 31-го места в американском чарте Billboard 200, став самым высоким рекордом группы в чартах на момент его выхода.
The Devil and God Are Raging Inside Me получил положительные отзывы критиков, а многие музыкальные издания назвали его одним из лучших альбомов десятилетия. С тех пор его наследие значительно выросло, и теперь коллеги-музыканты, критики и музыкальные писатели считают его одним из самых важных и влиятельных альбомов в жанрах альтернативного рока, пост-хардкора и эмо. Считается лучшей работой Brand New по версии различных источников, включая саму группу, альбом демонстрирует продолжающийся прогресс и зрелость авторов текстов и композиций, углубляясь в такие мрачные темы, как экзистенциализм, смерть, депрессия и религия. В музыкальном плане Brand New отталкивались от своих поп-панковых истоков и добавили элементы инди-рока, экспериментального рока и пост-хардкора. В 2016 году группа отправилась в турне, специально посвящённое десятилетней годовщине выхода альбома, сыграв его полностью. 15 ноября 2022 года альбом получил золотую сертификацию от RIAA, что свидетельствует о продажах более 500 000 копий только в Соединённых Штатах.

## Предыстория и запись
В середине 2004 года, после четырёх лет регулярных гастролей и записи в качестве Brand New, группа решила взять отпуск и сконцентрироваться на своей личной жизни и других проектах. На данный момент группа уже написала и записала «10 или 11 песен», которые, по их мнению, войдут в следующий альбом. В конце 2005 года, когда группа воссоединилась, чтобы продолжить работу над альбомом, они обнаружили, что музыка, которую они писали, полностью отличалась от тех песен, которые они ранее записывали для альбома, что заставило их начать всё сначала.
"Я не думаю, что за нашу короткую карьеру звукозаписи мы пошли по какому-то пути. Это всё, что выходит в этот момент. Песню никогда не подталкивают к какому-то направлению. В некотором смысле, я думаю, что этот альбом отличается от предыдущего, но всё же есть определённые аспекты, которые у них есть общего. Это всегда удивляет нас, так как мы не знаем, как это будет звучать, пока не напишем несколько песен".
Когда группа вернулась в студию звукозаписи, они начали работать с продюсером Деннисом Херрингом в Оксфорде, штат Миссисипи. Лейси вспоминал, что Херринг точно понимал, что группа пыталась сделать с альбомом, но из-за нехватки времени и денег они вместо этого решили поработать с Майком Сапоне, с которым они работали над своим первым альбомом. Лейси вспоминал, что Сапоне выступал скорее как «пятый или шестой участник группы», чем как продюсер, что позволяло группе участвовать в производстве и контролировать его, к чему они стремились, а также позволяло группе быть более свободной и экспериментальной. На протяжении всего процесса написания и записи Джесси Лейси, Винсент Аккарди, Гаррет Тирни, Брайан Лейн и Деррик Шерман сталкивались со смертями и болезнями среди своих семей и друзей. Лейси вспоминал, что каждый из них слишком свыкся с мыслью о похоронах.
Запись с Сапоне проходила с зимы 2005 года по весну 2006 года в Long View Farm, а затем в студии Cove City и студии Сапоне в подвале его дома.
Гитарист Деррик Шерман, который некоторое время гастролировал с группой, также присутствовал на сессиях записи, внеся свой вклад во все песни альбома. После первоначальной записи альбома в 2004 году и утечки демозаписей в 2006 году группа написала и записала около сорока композиций для альбома.
Поскольку это был первый релиз группы на крупном лейбле, группа выражала нерешительность и нервозность по поводу своей возросшей известности. В интервью их уличной команде Тирни сказал, что его самым большим страхом было «стать слишком большим», в то время как Лейси сказал, что он «боялся шумихи» и «боялся людей, которые никогда не слышали нашу группу, пытающуюся продать её людям, которые, знаете ли, дышат ею».
Музыкальный руководитель Interscope Records Люк Вуд выразил разочарование влиянием мат-роком и группой Slint на ранние версии The Devil and God Are Raging Inside Me. «Я думал, вы будете похожи на Брюса Спрингстина», — сказал он группе. Вуд и Джимми Айовайн провели множество обсуждений с группой, чтобы сделать альбом чем-то таким, что, по мнению Interscope, стоило бы выпустить.

### Leaked Demos 2006
"С одной стороны, это было своего рода освежением и мотивацией - знать, что люди всё ещё были так заинтересованы и любопытствовали относительно того, чем мы занимались в тот период, когда мы как бы исчезли. Но я также беспокоился, что это пустит процесс под откос, потому что мы вчетвером создали довольно безопасное место, где единственными критиками были мы сами. Как бы мы ни старались оградить себя от того, чтобы утечка информации повлияла на нас, это определённо произошло. Было ощущение, что нас ограбили, после того как мы держали всё так близко к себе, а потом услышали это ещё до того, как всё было завершено".
24 января 2006 года девять безымянных демозаписей альбома просочились в Интернет. Группа была разочарована, узнав об утечке информации; однако они уже исполняли новые треки на концертах.
Первоначально они были опубликованы без названий песен, но две из них были перезаписаны для альбома, а две другие были перезаписаны и выпущены синглами с альбома. Ранние версии «Sowing Season» и «Luca» (с возможным ранним названием «Mamas») представлены на демозаписях, причём оригинальная запись последней была официально выпущена в британском издании альбома под названием «Luca (Reprisal Version)». «Brother’s Song» была переработана как «aloC-acoC» и выпущена на сингле «Sowing Season», в то время как в оригинальном демо был представлен сингл «Jesus Christ» под названием «Brothers». Завершённая версия «(Fork and Knife)», записанная во время сессий Devil and God Are Raging Inside Me, была выпущена отдельным синглом в 2007 году.
Музыкальный обозреватель Ченнинг Фримен из Sputnikmusic похвалил группу за их реакцию на утечки, похвалив их за то, что они начали всё сначала и записали оригинальные треки, которые показали больший рост и развитие, чем это было продемонстрировано на демозаписях. «Вероятно, это было лучшее, что могло случиться с Brand New», — сказал он, — «потому что это заставило их переписать альбом с ещё большей целеустремлённостью и вниманием к деталям».
Часто упоминаемая фанатами как Fight Off Your Demons, серия просочившихся демозаписей была ремастирована и официально выпущена для публики 2 декабря 2015 года как Leaked Demos 2006, доступные в цифровом виде и на кассетах. 13 июля 2016 года группа выпустила 3 Demos, Reworked, мини-альбом, который состоял из перезаписанных версий «Brother’s Song», «Missing You» и «1996». С учётом этого релиза только одно демо («Good Man») ещё предстоит перезаписать или переработать.

## Музыка и вдохновение
Вокалист и гитарист Джесси Лейси написал тексты ко всем трекам альбома, за исключением «Handcuffs», которая была написана Винсентом Аккарди. Треки «Degausser» и «Sowing Season» были написаны спонтанно группой, в то время как Аккарди сочинил музыку для «Handcuffs», «Not the Sun» и «Welcome to Bangkok», а Лейси написал всё остальное.
"Я впадаю в депрессию из-за беспокойства по поводу альбома, и они говорят, что я пишу свои лучшие вещи, когда нахожусь в таком состоянии. Отлично, следующие шесть месяцев я проведу в депрессии, а остальная часть группы будет в восторге от того, что может выйти какой-нибудь хороший материал. И тогда мне приходится бороться с тем, как это воспринимается".
Смерть и болезненность стали двумя главными темами, присутствующими на пластинке. В интервью Лейси прокомментировал, что группа намеренно погрузилась в чувство потери друзей и семьи, чтобы направить это «в русло написания песен и изгнать их». В буклете написано, что группа посвящает альбом «Роберту Шерману, Реду Лейси, Лео Лейси, Биллу и Вирджинии Шерман, Джеймсу Маколиффу, Розмари Канчелерски, Фрэнсис Амбросио, Манфреду Кардоне III, Сиду Розену, Сеймуру Лейну, Мишель Лейн, Джорджу Мо, Александру Ламбросу и Омиру Ортеге, всем, кто оставил нас между началом и концом записи».

### Лирическое содержание
Лейси страдал от депрессии на этапе написания альбома из-за беспокойства, связанного с высокими ожиданиями, возлагаемыми на группу после успеха Deja Entendu у критиков.
Как и в случае с предыдущими альбомами Brand New, Лейси черпал вдохновение в поп-культуре и литературе для своих текстов. Лейси также писал о темах, которые он обсуждал со своим другом Кевином Дивайном, причём некоторые тексты Лейси непосредственно отвечали на вопросы, которые Дивайн задавал ему во время написания.
Второй куплет вступительного трека «Sowing Season» вдохновлён стихотворением Редьярда Киплинга «Если…», в то время как название «Sowing Season» является отсылкой к роману Стивена Кинга «Секретное окно, секретный сад», где главный герой написал рассказ с таким же названием. Песня затрагивает такие темы, как смерть (согласно примечательной вступительной строке альбома, «was losing all my friends, was losing them to drinking and to driving») и желание стать лучше.
Второй трек «Millstone» описан Sputnikmusic как повествующий «не о потере надежды, а скорее о потере невинности», приводя в качестве примеров такие строки, как «I used to pray that God was listening / I used to make my parents proud». «Jesus Christ» рассказывает об «анализе кризисов веры» в разговоре с Богом, делая ссылки на библейских персонажей, таких как апостол Фома и Илия. Тексты песен затрагивают тему одиночества, реальности загробной жизни и борьбы за сохранение веры, на что повлияло религиозное воспитание Лейси и его посещение христианской школы Саут-Шор в подростковом возрасте. Оформление сингла отдаёт дань уважения альбому Goat группы The Jesus Lizard.
Четвёртый трек «Degausser» заимствует текст песни «Take apart the demon, in the attic to the left» из песни Роки Эриксона «Bloody Hammer».
Пятая песня альбома «Limousine» посвящена смерти семилетней Кэти Флинн из родного города группы Лонг-Айленд. Возвращаясь домой со своей семьёй после свадьбы, их лимузин был сбит пьяным водителем Мартином Хайдгеном в нескольких милях от того места, где Лейси жил в то время, что привело к обезглавливанию юной Флинн, чья отрубленная голова упала на руки её матери. В треке Лейси рассказывает историю с разных точек зрения, включая точку зрения матери Флинна, Хайдген и самой Флинн. Лейси прокомментировал, что эта история особенно вызвала у него отклик, поскольку он знал людей, которые садились за руль пьяными в ту неделю, когда произошла авария.Продюсеру Майку Сапоне пришла в голову идея включить в трек семплы взрывов, отсюда и подзаголовок «MS Rebridge», где MS — инициалы Сапоне. Продолжительностью семь минут и сорок две секунды она оставалась самой длинной песней Brand New до выхода в 2017 году «Batter Up», которая длится восемь минут и двадцать восемь секунд. Переход трека повторяется семь раз, пока Лейси подсчитывает, по одному на каждый год жизни Флинн. «Limousine» часто называют величайшей песней Brand New.
Рецензент Team Rock Миша Перлман считала, что название и текст песни «Luca» отсылают к вымышленному персонажу Луке Брази из американского криминального фильма 1972 года «Крёстный отец». «The Archers' Bows Have Broken» описывается как повествование о людях, которые используют религию в корыстных целях вместо намерений пророков, в том числе в политике. Его звуковые особенности включают «звук сближения нигилизма и религии, и в результате мир сгорает дотла».

## Название альбома и художественное оформление
"Сама фраза была довольно классной, и прочитать её где-нибудь в другом месте было бы поразительно, так что именно это привлекло меня к ней, но, прослушав альбом, я понял, насколько она олицетворяет тихое и громкое, доброе и злое, но она также имеет много общего с верой и некоторыми духовными аспектами из группы".
Название альбома появилось в результате разговора Джесси Лейси с другом о Дэниеле Джонстоне, музыканте, страдавшем шизофренией и биполярным расстройством.
Обложка альбома представляет собой картинку под названием «Untitled #44» из коллекции Николаса Прайора «Age of Man», которую группа увидела на художественной выставке в Нью-Йорке. Внешняя сторона картонной коробки не содержит треклист и не содержит названия альбома или группы нигде, кроме как на корешке. Вместо этого звукозаписывающая компания разместила наклейки на пластиковой упаковке, чтобы указать название альбома и группы, а на британской версии — чтобы указать, что в ней есть бонус-трек.

## Приём критиков
| Совокупная оценка    | Совокупная оценка |
| Источник             | Оценка            |
| -------------------- | ----------------- |
| Metacritic           | 78/100            |
| Оценки критиков      |                   |
| Источник             | Оценка            |
| AllMusic             | [ 35 ]            |
| Alternative Press    | [ 36 ]            |
| Blender              | [ 37 ]            |
| The Boston Phoenix   | [ 38 ]            |
| Entertainment Weekly | B−                |
| The Guardian         | [ 40 ]            |
| NME                  | 8/10              |
| Pitchfork Media      | 8.5/10            |
| Rolling Stone        | [ 43 ]            |
| Spin                 | [ 44 ]            |

## Чарты
| Чарт                                | Позиции в чартах |
| ----------------------------------- | ---------------- |
| UK (Official Album Chart)           | 77               |
| US Billboard 200                    | 31               |
| US Digital Albums Chart (Billboard) | 5                |
| US Top Vinyl Albums (Billboard)     | 10               |

## Сертификации
| Регион                                                                      | Сертификация | Продажи |
| --------------------------------------------------------------------------- | ------------ | ------- |
| США (RIAA)                                                                  | Золотой      | 500 000 |
| Данные о продажах + прослушиваниях приведены только на основе сертификации. |              |         |